# Offentlighetspriset

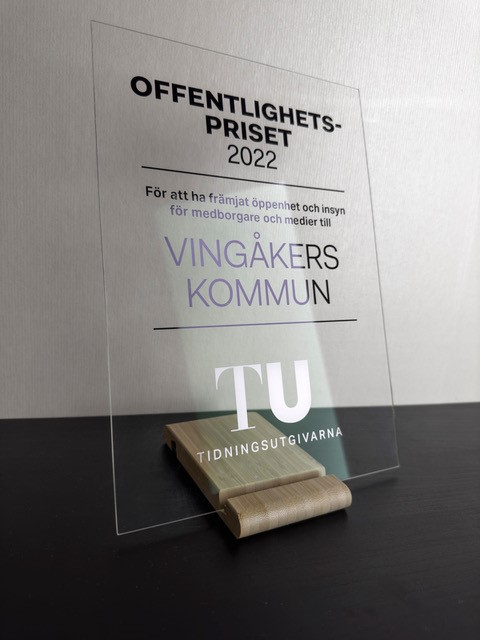

Offentlighetspriset  är ett pris för den offentliga förvaltningen som delas ut av Tidningsutgivarna (Svenska Tidningsutgivareföreningen). Det instiftades 2021 och delas ut till en kommun, myndighet eller annan del av den offentliga förvaltningen, eller en enskild person som verkar där, som i praktisk handling uppfattas göra sitt bästa för att säkerställa medborgarnas och mediernas insyn och för att offentlighetsprincipen ska fungera.
Den som nomineras ska aktivt ha bidragit till att främja öppenhet och insyn för medborgare och medier. En nominering ska vara skriftlig och innehålla konkreta exempel på sådana insatser. Endast medlemsföretag i Tidningsutgivarna och deras anställda äger rätt att nominera. Vinnarna tillkännages vid en prisutdelning.

## Pristagare

### 2021
- Lycksele tingsrätt [2]

### 2022
- Vingåkers kommun [3]

### 2023
- Linnéuniversitetet [4]

### 2024
- Sveriges geologiska undersökning [5]